# 馬克·威廉斯 (撞球員)
马克·威廉姆斯，MBE（英語：Mark Williams，1975年3月21日—），威尔士现役职业斯诺克选手，三屆世界司諾克錦標賽冠軍。1992年轉為職業選手，與罗尼·奥沙利文、约翰·希金斯並稱「75三傑」。在2002/2003賽季，他贏得了英國錦標賽、大師賽和世界錦標賽冠軍，成為繼史蒂夫·戴維斯和史蒂芬·亨特利後，第三位能夠在單一賽季赢得三大賽的球員。
威廉姆斯贏得了26個排名賽冠軍，包含兩次英國錦標賽冠軍（1999年及2002年）。另外，他也獲得兩次大師賽冠軍（1998年及2003年）。在職業生涯中，他打出超過600桿破百與3次滿分桿。

## 职业生涯
马克·威廉姆斯曾经是一个拳击手，后来迷上了斯诺克台球。17岁时，转为职业选手。
马克·威廉姆斯一共获得17个排名赛事冠军，包括两个斯诺克世界锦标赛冠军，并且他是第一个左手持杆获得世锦赛冠军的选手。
威廉姆斯于1998年获得了他的第一个大师赛冠军。1999/2000赛季是他发挥最出色的一个赛季。他不仅获得了英国锦标赛冠军和世锦赛冠军，还包括一些其它排名赛冠军，赛季结束后他的排名升为世界第一。
2002/2003赛季是威廉姆斯另一个高峰。他相继获得了英国锦标赛，大师赛和世锦赛冠军，是继史蒂芬·亨得利、史蒂夫·戴维斯和约翰·希金斯后第四个获得这三个桂冠的选手。这个赛季再次证明威廉姆斯是斯诺克历史上最优秀的球员之一。
2004年4月，威廉姆斯的未婚妻产下了他们的第一个孩子，是一个男孩，取名Connor。孩子的出生加上他已经获得斯诺克所有冠军头衔，使他将精力不再集中在比赛上。他的排名也随之下滑。在2003年的英国锦标赛上，他首轮负于弗盖里·奥布莱恩。2005/2006赛季，他得到的赛季计分是第22名，使他的排名跌到了第九位。之后，他又开始集中精力打球，以确保他的排名不跌出前16名。
威廉姆斯于2004年6月获得MBE勳銜。
2005年4月20日，威廉姆斯成为威尔士第一个，斯诺克史上第五个在斯诺克世锦赛上击出滿分桿147分的选手。他是在第一轮与罗伯特·米尔金斯对决时打出这个成绩的，这场比赛他最终以10比1获胜。
2006年3月27日，威廉姆斯在2年半之后终于又获得了排名赛冠军。在北京举行的中国公开赛上，他与约翰·希金斯进行了一场精彩的决赛，最后以9比8击败了对手。这样他的排名回到了第8位。
2006年4月，斯诺克斯锦赛期间，威廉姆斯和教练特里·格里菲思分手的消息传了出来。现在他们仍然是非常好的朋友，但是特里不再担任他的教练。
2006年9月2日，威廉姆斯最终以一杆119分的成绩击败约翰·希金斯，夺得斯诺克Pot Black赛冠军。
2009/2010賽季是威廉姆斯復蘇的一季，他一度排名下跌到世界排名48位，但這個賽季突然有驚人的表現，經常在大型排名賽殺到最後階段。令到他的世界排名不斷上升，更在2011年德國大師賽奪冠。世界排名也一度高舉過第一。
2018年第三度贏得斯諾克世錦賽冠軍，以43歲之齡成為史上第二年長的世界冠軍，只有雷·里爾頓在1978年以45歲奪冠時比他年長。2025年，马克·威廉姆斯成為打進世界斯諾克錦標賽決賽年紀最大的球員。

## 技術特點
他出杆准确，他以单颗球的准度著称，被認為是斯諾克史上遠枱擊攻最準的球手之一。他擅長以高難度進球打破僵局。他最大的特点是他在比赛时候从容不迫的态度，即使是在很困难的情况下他都轻松面对。
威廉斯的另一個特點是遇到慣用手不易擊打的球時，常將球桿直接放置在身體下方擊球，而不選擇使用架桿器。

## 轶事
由于视力的问题，他不能区分红色球和棕色球。他比赛的时候经常需要别人帮他确认球的颜色。
有些场合把马克·威廉姆斯写成马克·J·威廉姆斯，这样的目的是为了和1990年代另一位叫马克·威廉姆斯的英格兰的斯诺克选手区分开来。在1998年大师赛后，由于失误，奖金曾发给另一位马克·威廉姆斯。
2018年，马克·威廉姆斯豪言一旦夺得斯诺克世锦赛冠军后将赤裸上身参加新闻发布会，最终马克·威廉姆斯夺冠并兑现他的诺言。

## 夺冠情况

### 排名赛事
- 世界锦标赛（2000年、2003年、2018年）
- Rothmans大奖赛（1996年、2000年）
- 威尔士王室公开赛（1996年、1999年）
- 英国公开赛（1997年）
- 爱尔兰公开赛（1998年）
- 泰国大师赛（1999年 、2000年、2002年）
- 英国锦标赛（1999年 、2002年）
- 中国公开赛（2001年、2006年、2010年）
- 德国大师赛 （2011年、2018年）
- 北愛爾蘭桌球賽 （2017年）
- LG Cup （2003年）

### 其它赛事夺冠情况
- Benson & Hedges大师赛（1998年、2003年）
- Pot Black Trophy （2006年）

## 生涯決賽

### 排名賽：43次（26項冠軍）
| 圖例             |
| 世界錦標賽 (3–2) |
| 英國錦標賽 (2–2) |
| 其他賽事 (21–12) |

| 結果 | 次  | 年度 | 賽事                     | 決賽對手        | 比數   |
| ---- | --- | ---- | ------------------------ | --------------- | ------ |
| 冠軍 | 1.  | 1996 | 威爾斯公開賽             | 約翰·帕洛特     | 9–3    |
| 冠軍 | 2.  | 1996 | 大獎賽                   | 尤安·亨德森     | 9–5    |
| 冠軍 | 3.  | 1997 | 英國公開賽               | 史蒂芬·亨得利   | 9–2    |
| 冠軍 | 4.  | 1998 | 愛爾蘭公開賽             | 阿倫·麥克馬納斯 | 9–4    |
| 冠軍 | 5.  | 1999 | 威爾斯公開賽 (2)         | 史蒂芬·亨得利   | 9–8    |
| 冠軍 | 6.  | 1999 | 泰國大師賽               | 阿倫·麥克馬納斯 | 9–7    |
| 亞軍 | 1.  | 1999 | 世界錦標賽               | 史蒂芬·亨得利   | 11–18  |
| 亞軍 | 2.  | 1999 | 大獎賽                   | 約翰·希金斯     | 8–9    |
| 冠軍 | 7.  | 1999 | 英國錦標賽               | 馬修·史蒂芬斯   | 10–8   |
| 亞軍 | 3.  | 2000 | 馬爾他大獎賽             | 肯·達赫蒂       | 3–9    |
| 冠軍 | 8.  | 2000 | 泰國大師賽 (2)           | 史蒂芬·亨得利   | 9–5    |
| 亞軍 | 4.  | 2000 | 蘇格蘭公開賽             | 羅尼·奧沙利文   | 1–9    |
| 冠軍 | 9.  | 2000 | 世界錦標賽               | 馬修·史蒂芬斯   | 18–16  |
| 冠軍 | 10. | 2000 | 大獎賽 (2)               | 羅尼·奧沙利文   | 9–5    |
| 亞軍 | 5.  | 2000 | 英國錦標賽               | 約翰·希金斯     | 4–10   |
| 亞軍 | 6.  | 2000 | 中國公開賽               | 羅尼·奧沙利文   | 3–9    |
| 冠軍 | 11. | 2002 | 中國公開賽               | 安東尼·漢密爾頓 | 9–8    |
| 冠軍 | 12. | 2002 | 泰國大師賽 (3)           | 史蒂芬·李       | 9–4    |
| 冠軍 | 13. | 2002 | 英國錦標賽 (2)           | 肯·達赫蒂       | 10–9   |
| 亞軍 | 7.  | 2003 | 威爾斯公開賽             | 史蒂芬·亨得利   | 5–9    |
| 冠軍 | 14. | 2003 | 世界錦標賽 (2)           | 肯·達赫蒂       | 18–16  |
| 冠軍 | 15. | 2003 | LG盃 (3)                 | 約翰·希金斯     | 9–5    |
| 冠軍 | 16. | 2006 | 中國公開賽 (2)           | 約翰·希金斯     | 9–8    |
| 冠軍 | 17. | 2010 | 中國公開賽 (3)           | 丁俊暉          | 10–6   |
| 亞軍 | 8.  | 2010 | 英國錦標賽 (2)           | 約翰·希金斯     | 9–10   |
| 冠軍 | 18. | 2011 | 德國大師賽               | 馬克·塞爾比     | 9–7    |
| 亞軍 | 9.  | 2011 | 澳洲金礦公開賽           | 史都華·賓漢     | 8–9    |
| 亞軍 | 10. | 2011 | 上海大師賽               | 馬克·塞爾比     | 9–10   |
| 亞軍 | 11. | 2015 | 球員巡迴錦標賽決賽       | 喬·佩里         | 3–4    |
| 亞軍 | 12. | 2017 | 中國公開賽               | 馬克·塞爾比     | 8–10   |
| 冠軍 | 19. | 2017 | 北愛爾蘭公開賽           | 顏丙濤          | 9–8    |
| 冠軍 | 20. | 2018 | 德國大師賽 (2)           | 格林美·杜特     | 9–1    |
| 冠軍 | 21. | 2018 | 世界錦標賽 (3)           | 約翰·希金斯     | 18–16  |
| 冠軍 | 22. | 2018 | 世界公開賽               | 大衛·吉爾伯特   | 10–9   |
| 亞軍 | 13. | 2019 | 中國錦標賽               | 肖恩·墨菲       | 9–10   |
| 冠軍 | 23. | 2021 | WST職業系列賽            | 阿里·卡特       | 循迴賽 |
| 冠軍 | 24. | 2021 | 英國公開賽 (2)           | 加里·威爾森     | 6–4    |
| 亞軍 | 14. | 2022 | 單局限時賽               | 侯賽因·瓦菲     | 0–1    |
| 亞軍 | 15. | 2023 | 冠軍聯賽                 | 肖恩·墨菲       | 0–3    |
| 冠軍 | 25. | 2023 | 英國公開賽 (3)           | 馬克·塞爾比     | 10–7   |
| 冠軍 | 26. | 2024 | 巡迴錦標賽               | 羅尼·奧沙利文   | 10–5   |
| 亞軍 | 16. | 2024 | 沙烏地阿拉伯司諾克大師賽 | 賈德·川普       | 10–9   |
| 亞軍 | 17. | 2025 | 世界錦標賽 (2)           | 趙心童          | 12–18  |

### 小排名賽：3次（2項冠軍）
| 結果 | 次 | 年度 | 賽事            | 決賽對手      | 比數 |
| ---- | -- | ---- | --------------- | ------------- | ---- |
| 冠軍 | 1. | 2010 | 球員巡迴賽第1站 | 史蒂芬·馬奎爾 | 4–0  |
| 冠軍 | 2. | 2013 | 歐洲巡迴賽第2站 | 馬克·塞爾比   | 4–3  |
| 亞軍 | 1. | 2015 | 格地尼亞公開賽  | 尼爾·羅伯森   | 0–4  |

### 非排名賽：25次（10項冠軍）
| 圖例            |
| 大師賽 (2–2)    |
| 冠中冠賽 (1–0)  |
| 超級聯賽 (0–3)  |
| 其他賽事 (7–10) |

| 結果 | 次  | 年度 | 賽事                   | 決賽對手        | 比數 |
| ---- | --- | ---- | ---------------------- | --------------- | ---- |
| 冠軍 | 1.  | 1994 | 金邊臣錦標賽           | 羅德·勞勒       | 9–5  |
| 亞軍 | 1.  | 1995 | WPBSA小型巡迴賽第6站   | 德魯·亨利       | 5–6  |
| 冠軍 | 2.  | 1998 | 大師賽                 | 史蒂芬·亨得利   | 10–9 |
| 冠軍 | 3.  | 1998 | Pontins職業賽          | 馬丁·克拉克     | 9–6  |
| 亞軍 | 2.  | 1998 | 德國大師賽             | 約翰·帕洛特     | 4–6  |
| 亞軍 | 3.  | 1999 | 冠軍盃                 | 史蒂芬·亨得利   | 5–7  |
| 亞軍 | 4.  | 2000 | 超級聯賽               | 史蒂芬·亨得利   | 5–9  |
| 亞軍 | 5.  | 2000 | 冠軍盃 (2)             | 羅尼·奧沙利文   | 5–7  |
| 亞軍 | 6.  | 2001 | 馬爾他大獎賽           | 史蒂芬·亨得利   | 1–7  |
| 亞軍 | 7.  | 2001 | 冠軍盃 (3)             | 約翰·希金斯     | 4–7  |
| 亞軍 | 8.  | 2002 | 大師賽                 | 保羅·亨特       | 9–10 |
| 冠軍 | 4.  | 2003 | 大師賽 (2)             | 史蒂芬·亨得利   | 10–4 |
| 亞軍 | 9.  | 2003 | 超級聯賽 (2)           | 傅家俊          | 5–9  |
| 亞軍 | 10. | 2005 | 超級聯賽 (3)           | 羅尼·奧沙利文   | 0–6  |
| 冠軍 | 5.  | 2006 | 黑球挑戰賽             | 約翰·希金斯     | 1–0  |
| 亞軍 | 11. | 2009 | 六紅球世界錦標賽       | 馬克·戴維斯     | 3–6  |
| 冠軍 | 6.  | 2015 | 世界元老錦標賽         | 弗加爾·奧布萊恩 | 2–1  |
| 亞軍 | 12. | 2015 | 名將盃                 | 傅家俊          | 3–7  |
| 冠軍 | 7.  | 2017 | 六紅球世界錦標賽       | 塔猜亞·烏諾     | 8–2  |
| 亞軍 | 13. | 2018 | 六紅球澳門大師賽       | 巴里·霍金斯     | 2–3  |
| 亞軍 | 14. | 2021 | 冠軍聯賽邀請賽         | 奇倫·威爾森     | 2–3  |
| 亞軍 | 15. | 2023 | 大師賽 (2)             | 賈德·川普       | 8–10 |
| 冠軍 | 8.  | 2023 | 澳門大師賽第2站        | 傑克·利索斯基   | 9–6  |
| 冠軍 | 9.  | 2024 | 冠中冠賽               | 肖國棟          | 10–6 |
| 冠軍 | 10. | 2025 | 赫爾辛基超級單局限時賽 | 肖恩·墨菲       | 1–0  |